# Jo Leinen

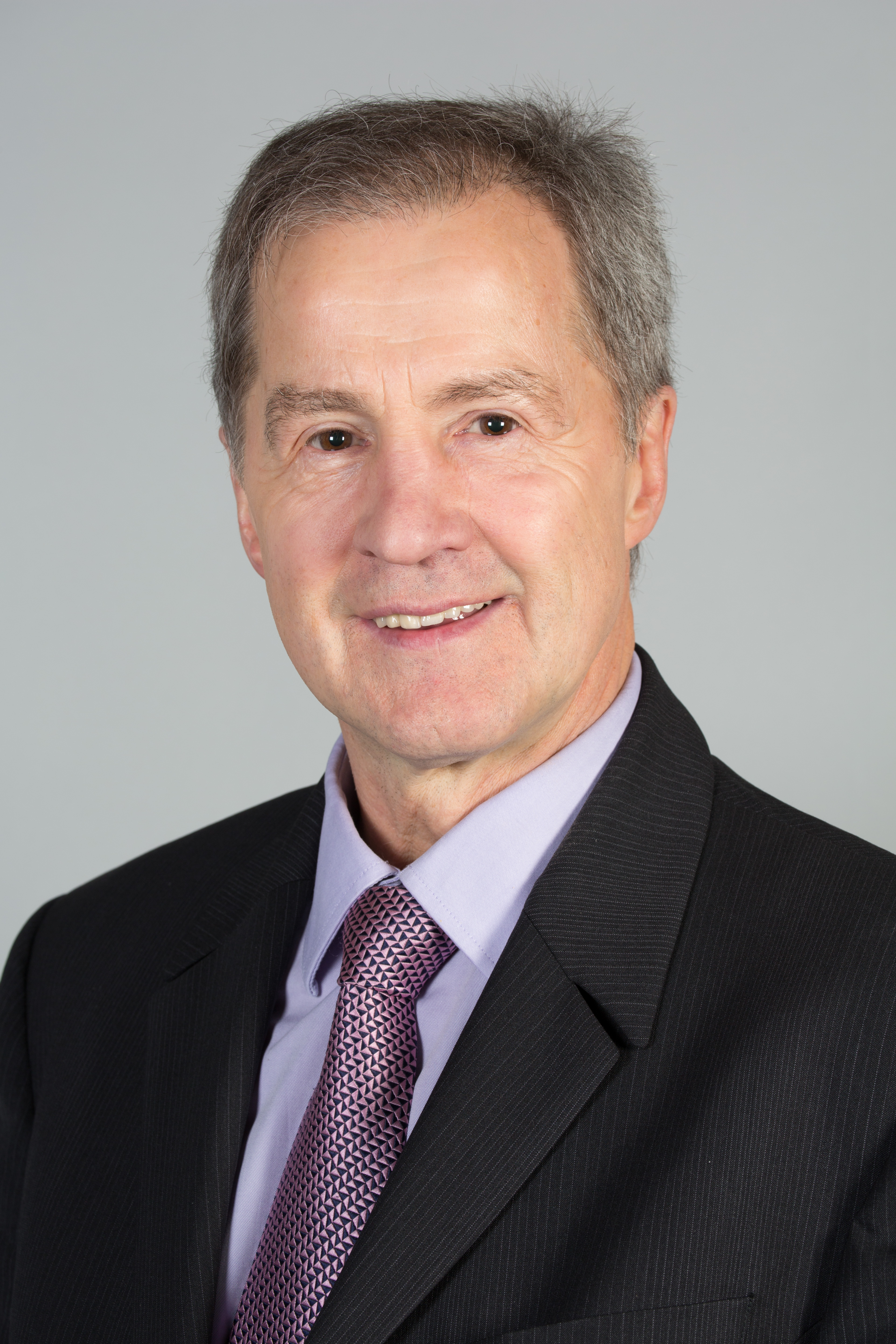
Jo Leinen (2014)

Jo Leinen (Überherrn, 6 april 1948) is een Duits Europarlementariër. Hij is lid van de SPD  en maakt als lid van de PES deel uit van de S&D-fractie. Hij staat bekend om zijn steun voor een federaal Europa en is de huidige voorzitter van de Europese Beweging Internationaal.
Hij studeerde rechten en volgde in 1974 Europese Studies aan het Europacollege in Brugge. Sinds 1977 is hij actief als advocaat.

## Extraparliamentare activiteiten
Leinen werd bekend als woordvoerder van de antinucleaire en vredesbeweging. Zijn bijnaam "container-Jo" verwijst naar de container waar hij tijdens een demonstratie opklom om de actie met een megafoon te coördineren 
Wegens zijn deelname aan een demonstratie tegen een kernreactor, werd hij kort aangehouden omdat hij de aanstoker van het protest was. Het Duitse Grondwettelijke Hof sprak hem echter vrij omdat er geen echte aanstoker kan zijn bij collectieve acties. Een van zijn verdedigers was Gerhard Schröder.

## Politiek
Jo Leinen is lid van de SPD  en nam binnen de partij al verschillende mandaten op. Bovendien was hij ook milieuminister van Saarland tussen 1985 en 1994 en parlementslid tot 1999. In 1999 werd hij verkozen tot lid van het Europees Parlement Van 2004 tot 2009 was hij voorzitter van het Comité voor Constitutionele Zaken, en van 2009 tot 2012 was hij voorzitter van het Comité voor Milieu, Volksgezondheid en Voedselveiligheid. Sindsdien is hij gewoon lid van dat Comité en ook lid van de delegatie voor de relaties met India. Voordien was hij lid van het Comité van de Regio's en nu is hij ook lid van diverse organisaties die te maken hebben met cultuur en sport.
Eerder was hij ook voorzitter van de Union of European Federalists (1977-2005), vicevoorzitter van het European Environment Bureau (EBB) in Brussel (1979-1984), vicevoorzitter van de Europese Beweging Internationaal (2005-2011) en sindsdien als voorzitter.